# Royal Fam
Cet article concerne la mixtape de tha Broadus Boys. Pour le groupe de hip-hop hardcore, voir Royal Fam (groupe).
Albums par Snoop Dogg
Reincarnated
(2013) 7 Days of Funk
(2013)
Royal Fam est une mixtape du groupe tha Broadus Boys, composé du rappeur américain Snoop Dogg accompagné de ses fils, Spanky Danky (Corde Calvin Broadus) et Dirty D (Cordell Broadus), disponible uniquement en téléchargement à partir du 26 septembre 2013,.

## Liste des titres
1. My 2 Boyz (produit par Cardo)
2. Top of Da Mountain (produit par Chromadadata)
3. Ball Till We Ball (produit par Cardo)
4. Don't Wanna Grow Up (produit par KJ)
5. 70's Hippie Smoke (produit par Silent Riot)
6. Crusin (produit par Cardo)
7. Just Let It Go (produit par Cardo)
8. Go Hard (produit par Cardo)
9. Groove Thang (produit par Cardo)
10. Passenger Seat (produit par Cardo)
Titre bonus
11. All The Money (produit par Cardo)